# Hossein Vafaei
Hossein Vafaei (Abadán, 15 de octubre de 1994) es un jugador de snooker iraní.

## Biografía
Nació en la localidad iraní de Abadán en 1994. Es jugador profesional de snooker desde 2012. Se ha proclamado campeón de un único torneo de ranking, el Snooker Shoot Out de 2022, en cuya final derrotó a Mark Williams. Más allá de las competiciones de ranking, fue subcampeón de la edición de 2017 de los Juegos Asiáticos Bajo Techo y de Artes Marciales, en la que solo perdió ante Zhao Xintong (2-4). No ha logrado, hasta la fecha, hilar ninguna tacada máxima, y la más alta de su carrera está en 146.